# Vitrolles-en-Lubéron
Vitrolles-en-Lubéron är en kommun i departementet Vaucluse i regionen Provence-Alpes-Côte d'Azur i sydöstra Frankrike. Kommunen ligger i kantonen Pertuis som tillhör arrondissementet Apt. År 2022 hade Vitrolles-en-Lubéron 199 invånare.

## Befolkningsutveckling
Antalet invånare i kommunen Vitrolles-en-Lubéron
| Referens: INSEE |